# دوشان نیکولیچ
دوشان نیکولیچ (انگلیسی: Dušan Nikolić؛ ۲۳ ژانویه ۱۹۵۳ – ۱۵ دسامبر ۲۰۱۸) بازیکن فوتبال اهل یوگسلاوی بود.
از باشگاه‌هایی که در آن بازی کرده‌است می‌توان به باشگاه فوتبال بولتون واندررز، باشگاه فوتبال ستاره سرخ بلگراد، و باشگاه فوتبال بئوگراد اشاره کرد.
وی همچنین در تیم ملی فوتبال یوگسلاوی بازی کرده‌است.